# Тиквеш

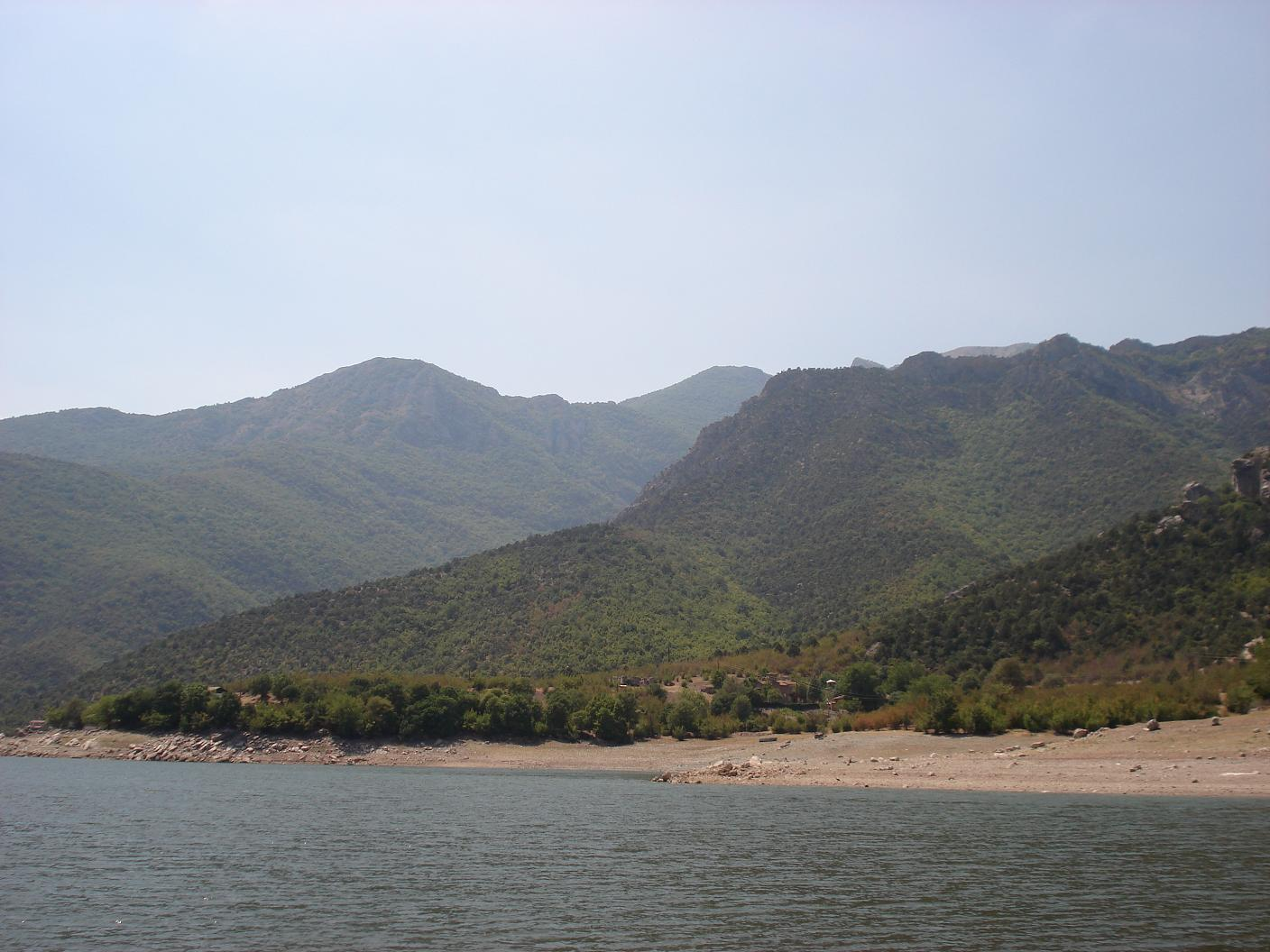
Тиквеш

Тиквеш (мак. Тиквеш) — рівнина, розташована в центральній частині Північної Македонії. На рівнині також розташоване штучне Тимишське озеро та міста Кавадарці і Неготино. Тиквеш є центром виробництва македонського вина, виноградники вирощуються більш ніж 120 років. Регіон також дуже відомий своїм йогуртом і простоквашею.

## Виноробство
Велика родюча рівнина має близько 2000 км², відноситься до Тиквешського району (частина регіону Повардар'я), розташована в центральній частині Македонії і закритих гірським високогір'ями з трьох сторін. Клімат характеризується тривалим спекотним літом і м'якою і дощовою субсередземноморською зимою, має в середньому 460 мм опадів на рік.
Її висота коливається між 110 і 650 метрів над рівнем моря, річка Вардар ділить долину на східну і західну частини. Ці дві частини вельми різняться своїм рельєфом, кліматом, поверхневими водами, якістю ґрунту і флорою і фауною. Східна частина долини є посушливою й малонаселеною, у той час як західна частина є родючою і, в порівнянні зі східною, набагато більш густонаселеною. Цей район багатий лісами, корисними копалинами і пасовищ і нагадує оазу віртуальної Валгалли з виноградниками і садами.

## Клімат
- середня сума активних температур в період вегетації 4284 °C
- абсолютний максимум температури 44,8 °C
- абсолютна мінімальна температура -23,2 ° С
- середня температура повітря протягом вегетаційного періоду 19,3 °C
- Середні пізні весняні заморозки до 23.03, ранні осінні заморозки з 04,11
- середня кількість опадів на рік 483 мм
- Середній рівень опадів у вегетаційний період 262 мм
- Сума сонячних годин в період вегетації 1750,8